# Stránka
Stránka település Csehországban, a Mělníki járásban. Stránka Boreč, Mšeno, Vrátno, Kadlín és Chorušice településekkel határos. Lakosainak száma 206 fő (2024. január 1.).

## Népesség
A település lakosságának változását az alábbi diagram mutatja:
| Lakosok száma | 630  | 627  | 637  | 379  | 256  | 218  | 188  | 197  | 216  | 206  |
|               | 1869 | 1890 | 1921 | 1950 | 1980 | 2001 | 2017 | 2019 | 2022 | 2024 |